# Spijkerbomincident
Op 22 oktober 1989 vond het spijkerbomincident plaats in het Stadion De Meer tijdens de klassieker Ajax - Feyenoord. Hierbij werden twee spijkerbommen gegooid door hooligans vanuit het Feyenoord-vak. Negentien fans raakten gewond waarvan 9 ernstige verwondingen opliepen. De ME ontruimde hierna het uit-vak en fouilleerde de Feyenoord fans toen ze het stadion verlieten. De wedstrijd werd hierna voortgezet en resulteerde in een gelijkspel.
Drie Feyenoord-fans werden door de politie gearresteerd. Feyenoord moest hierna de volgende wedstrijd tegen FC Den Haag in een leeg stadion spelen. Het incident beïnvloedde Ajax om de Amsterdam ArenA te laten bouwen met enkel zitplaatsen en geen staanplaatsen.